# Carlos Galvão de Melo
Carlos Galvão de Melo (4 de agosto de 1921 – 20 de marzo de 2008) fue un militar y político portugués,  perteneciente a la Fuerza Aérea Portuguesa.

## Biografía
Galvão de Melo fue el mayor de nueve hermano, fruto de la pareja entre António Augusto Ferreira de Melo, un mercader establecido en Mozambique, y su esposa Cecília Rosa Teles de Noronha Galvão. Se unió a la Fuerza Aérea en 1942 y se entrenó en Reino Unido y Francia. Entre 1951 y 1954, estuvo destinado en el cuartel general del mando conjunto de la OTAN, mientras que entre 1954 y 1957 estuvo destinado en Goa (entonces bajo control portugués) para supervisar la construcción del aeropuerto de Dabolim. Posteriormente, comandó el Decimoquinto Escuadrón «Reyes», con base en Oporto (1957-1962), y el Undécimo Regimiento de Bombardeo, con base en Angola (1962-1966). Posteriormente, fue Agregado Militar en Sudáfrica de 1966 a 1970, y sirvió entre 1970y 1973 como Agregado Militar en Brasil. En 1973, asumió el mando de la Segunda División del Frente Interior.
Cuando en el 25 de abril de 1974 la Revolución de los Claveles triunfó en Portugal, derrocando a Marcelo Caetano y el Estado Novo, Galvão de Melo se unió a la Junta de Salvación Nacional que tomó el poder transitorio. Sin embargo, pronto se hizo conocido como uno de los miembros más conservadores de la Junta. Considerado a menudo un político de extrema derecha, en 1980 se presentó como candidato presidencial, pero en esa ocasión obtuvo menos del 1% del voto popular. Catorce años después, proovcó controversia debido a sus declaraciones periodísticas citadas que defendían la anexión de Indonesia en 1975 del Timor Oriental.
Galvão de Melo se casó en dos ocasiones: primero con Maria João Vieira das Neves el 24 de junio de 1926, con la que tuvo seis hijos,  y posteriormente, con Sybille Schön (16 de diciembre de 1925 - 8 de enero de 2007).